# والت كيلي
والتر كرفورد كيلي الابن (Walter Crawford Kelly, Jr). (ولد في 25 من أغسطس 1913م وتوفي في 18 من أكتوبر 1973م)، أو والت كيلي، وهو رسام رسوم متحركة ورسام كاريكاتور أمريكي مشهور بالقصة الفكاهية المصورة وبوجو (Pogo). بدأ مهنة الرسوم المتحركة عام 1936م استوديوهات والت ديزني (Walt Disney Studios) وشارك في بيونكيو (Pinocchio) وفانتازيا (Fantasia). واستقال كيلي عام 1941 وهو في الثامنة والعشرين ليعمل في شركة ديل للقصص المصورة (Dell Comics)، حيث اختلق شخصية بوجو،التي أصبحت في النهاية منبرًا للتعليق السياسي والفلسفي.

## وصلات خارجية
- Lambiek Comiclopedia: Walt Kelly
- Toonopedia: Walt Kelly
- والت كيلي على موقع IMDb (الإنجليزية)
- والت كيلي على موقع الموسوعة البريطانية (الإنجليزية)
- والت كيلي على موقع إن إن دي بي (الإنجليزية)
- والت كيلي على موقع ديسكوغز (الإنجليزية)
- والت كيلي على موقع قاعدة بيانات الفيلم (الإنجليزية)
- 1955 Walt Kelly publicity photos
- OGPI Pogo official site
- Animation Resources salute to Walt Kelly
- The Fort Mudge Most (Fanzine covering all aspects of Kelly's career)
- Inside front cover of Fairy Tale Parade #1